# Wind Jet

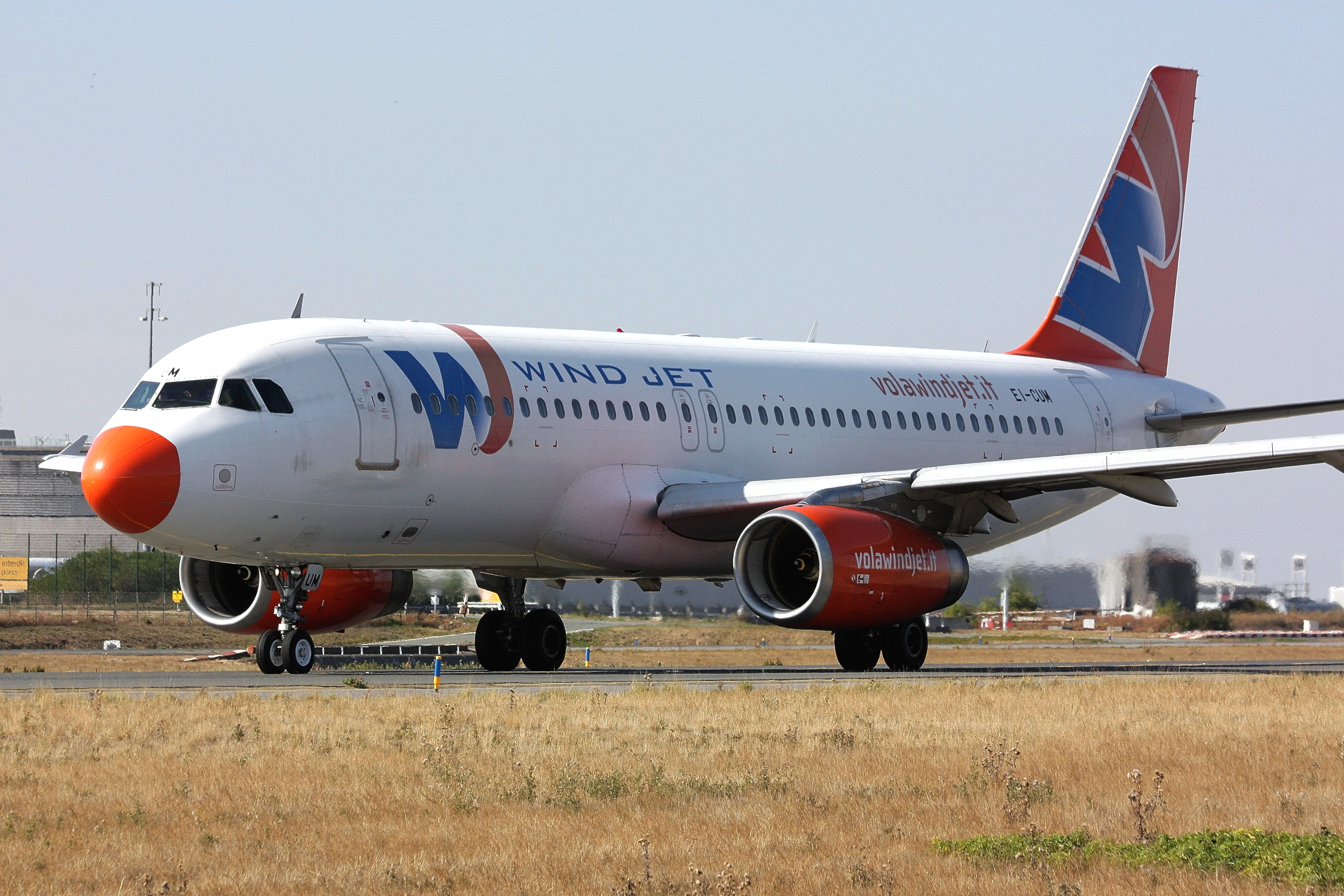
Avionul Airbus A320 EI-CUM, aparținând companiei Wind Jet, rulând pe pista
Aeroportului Charles de Gaulle din Paris.

Wind Jet SpA (cunoscută și sub denumirea de Windjet) (cod IATA: IV ; cod ICAO:JET) este o companie aeriană italiană, care practică prețuri mici (low-cost). Operațiunile sale sunt în prezent suspendate din motive financiare.

## Istorie
Wind Jet este o companie regulată de charter fondată în 2003, cu baza în Sicilia, mai ales la Catania și la Palermo, dar și la Forlì. Este prima companie low-cost creată în Italia. Proprietarul său, Antonio Pulvirenti, este și președinte al echipei de fotbal Calcio Catania, care joacă în seria A italiană.
La 13 aprilie 2012, s-a vorbit despre achiziția sa de către Alitalia.
La 10 august, negocierile cu Alitalia par să fie rupte, iar ENAC somează WindJet să-și reglementeze problemele înainte de 13 august 2012, sub amenințarea retragerii licenței de zbor.. De duminică, 13 august 2012, operațiunile companiei au fost suspendate, în lipsă de lichidități suficiente.

## Rețele
- naționale:
  - Bergamo
  - Cagliari
  - Catania
  - Forlì
  - Milano Linate
  - Palermo
  - Parma
  - Pisa
  - Roma - Aeroportul Internațional Leonardo da Vinci
  - Torino
  - Veneția
  - Verona
- internaționale:
  - Amsterdam
  - Barcelona
  - Berlin
  - București - Aeroportul Internațional Henri Coandă
  - Letonia
  - Londra Luton
  - Moscova Domodedovo
  - Paris - Aeroportul Charles de Gaulle
  - Praga
  - Samara
  - Sankt-Petersburg

## Flota
- 2 Airbus A319-113 de 142 locuri;
- 3 Airbus A319-132 de 142 locuri;
- 3 Airbus A320-211 de 180 locuri;
- 1 Airbus A320-212 de 180 locuri;
- 1 Airbus A320-231 de 180 locuri;
- 3 Airbus A320-232 de 180 locuri.

## Incidente
La 24 septembrie 2010 un Airbus A319, zbor IV241, venind de la Roma, a părăsit pista în cursul aterizării la Palermo, în Sicilia. Vreo treizeci de persoane, din cei 143 de pasageri ai zborului, au fost rănite.